# Lindelofia tschimganica
Lindelofia tschimganica là loài thực vật có hoa trong họ Mồ hôi. Loài này được M. Pop. ex Pazij mô tả khoa học đầu tiên.